# Alianza Panpolaca de Sindicatos
La Alianza Panpolaca de Sindicatos (en polaco: Ogólnopolskie Porozumienie Związków Zawodowych, OPZZ) es una central sindical de Polonia fundada en 1984.

## Historia
Después de la decisión del gobierno polaco de declarar ilegal al sindicato Solidaridad, la OPZZ fue creada el 24 de noviembre de 1984 según la ley sindical de 1982 que declaró ilegal el pluralismo sindical. La OPZZ adquirió las propiedades de Solidaridad y formó parte del Movimiento Patriótico por el Renacimiento Nacional (Patriotyczny Ruch Odrodzenia Narodowego - PRON). Llegó a tener 5 millones de afiliados.  En 1985 ingresó en la Federación Sindical Mundial. Hasta 1990 la OPZZ estuvo ligada al Partido Obrero Unificado Polaco (PZPR por sus siglas en polaco). Después de la caída del comunismo la federación sindical se alineó con varios partidos socialdemócratas como la Alianza de la Izquierda Democrática (SLD).
En 2006 la OPZZ se afilió a la Confederación Europea de Sindicatos y la Confederación Sindical Internacional. En el verano del mismo año, Roman Giertych, el vice primer ministro de Polonia y partidario de la ultraderechista y chovinista Liga de las Familias Polacas, se pronunció a favor de la confiscación de la propiedad de la OPZZ y la disolución de la organización, por ser de la Unión Socialdemócrata (SLD) anteriormente afín al PZPR.

## Actividades

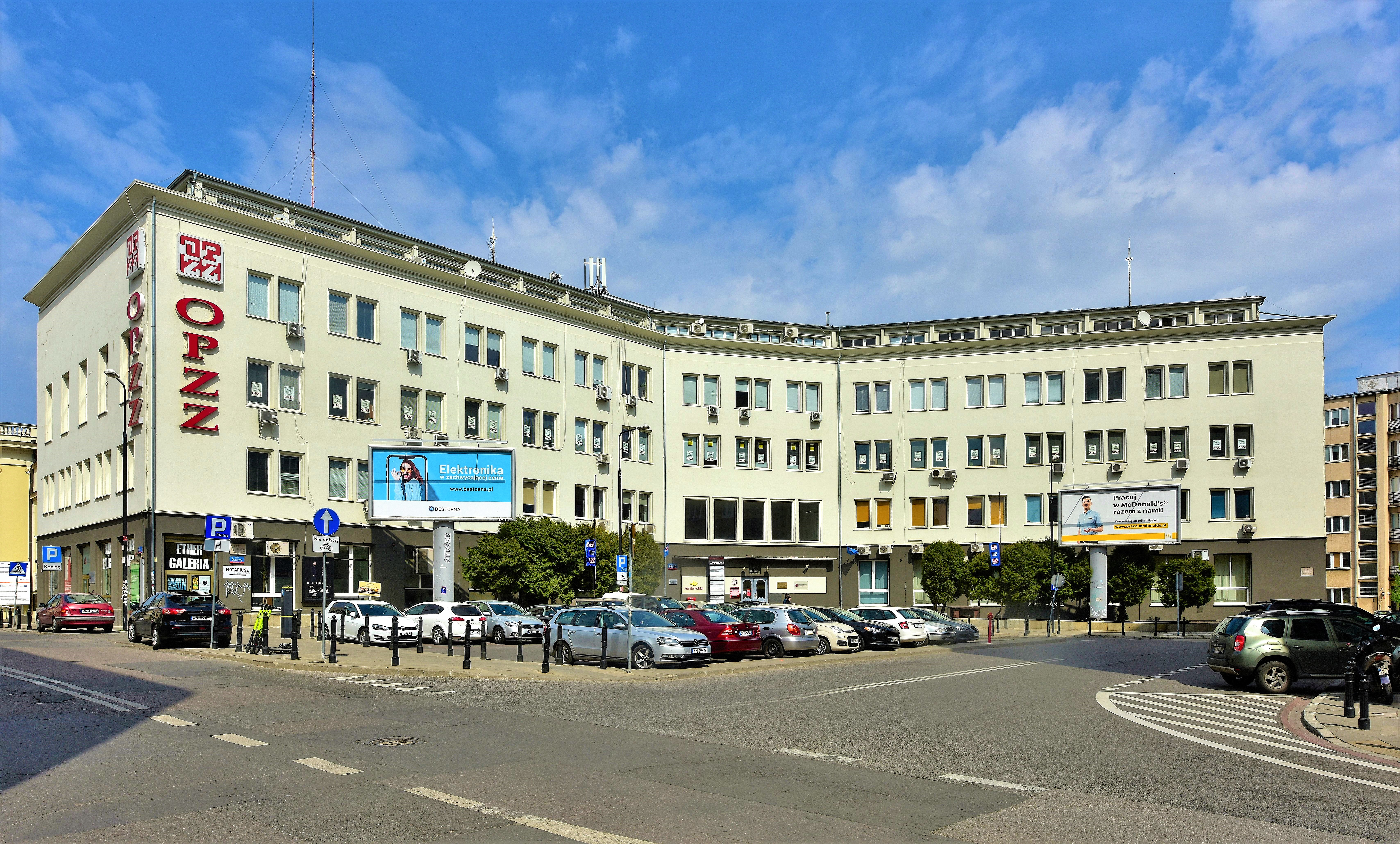
Sede de la Alianza Panpolaca de Sindicatos en la Calle Kopernika (Ulica Kopernika) en Varsovia, Polonia

La misión de la OPZZ es defender los derechos sociales y laborales de los sindicatos. La OPZZ apoya laa demandas del sector industrial administrado por el Estado. La central sindical esta administrada por un congreso (Kongres), un consejo (Rada) y un presidium (Prezydium).
La OPZZ tiene unos 90 sindicatos a nivel nacional. La OPZZ en 2013 tenía unos 500,000 miembros.

## Presidentes de la OPZZ
- Alfred Miodowicz (hasta diciembre de 1991)
- Ewa Spychalska (1991-1996)
- Józef Wiaderny (1996-2002)
- Maciej Manicki (2002-2004)
- Jan Guz (2004–2019)